# Ricardo de Saavedra
Ricardo de Saavedra é um jornalista e escritor português.
Embora tenha editado entrevistas e biografias exatas, segundo o próprio, ele afirmava que os seus livros são tipo crónicas de "literatura híbrida" onde a ficção tem fundamentos de verdade e se alimenta na carne viva da realidade quotidiana, onde sempre que os nomes correspondem a pessoas reais, o rigor histórico está presente.

## Biografia
iniciou-se em Lisboa no jornalismo profissional na revista Flama, antes de ser mobilizado para Moçambique como alferes miliciano.
Findo o serviço militar, radicou-se em Lourenço Marques, onde foi professor e integrou a redação do matutino Notícias assim como numa agência noticiosa de contra-informação ao serviço do Governador-Geral de Moçambique. eng.º Pimentel dos Santos.
Após a rebelião do 7 de Setembro de 1974, no qual participou integrado no chamado “Movimento Moçambique Livre”, desencadeado pela reação contra os Acordos de Lusaca, refugiou-se em Joanesburgo, onde colaborou na Rádio RSA e Rádio Suázi, dirigiu uma revista e um semanário.
Regressado a Portugal em 1987, ingressou no Diário de Noticias, onde foi fundador e director-adjunto da revista Notícias Magazine, editor executivo e director de publicações especiais, cargo que também exerceu no Jornal de Notícias.
Colaborou igualmente com vários outros órgãos de imprensa, nomeadamente, com a Revista Limiana e com o portal Ponte de Lima Cultural.

## Obras
Publicou livros de reportagem, romance, poesia e biografia.
- Aqui Moçambique livre, Livraria Moderna, 1983
- Os Dias do Fim, Editorial Notícias, 1995  -  Casa das Letras, julho de 2008 e abril de 2014
- António Ribeiro: Patriarca de Lisboa, Editorial Notícias, 1996
- António Manuel Couto Viana: Memorial do Coração, Quetzal, abril de 2012.
- O Puto: Autópsia dos Ventos da Liberdade, Quetzal, outubro de 2014
- Peregrino da Liberdade: Dalai Lama XIV, Quetzal, 2019